# Petar Katušić
Pero Katušić je bivši hrvatski vaterpolist. Igrao je na mjestu vratara. 
1958. je osvojio srebrno odličje na europskom prvenstvu.
Igrao je za dubrovački VK Jug od 1953. sve do 1968. godine. S Jugom je osvojio nekoliko naslova doprvaka i trećeplasiranih u tom razdoblju.